# الحولية الألمانية الفرنسية
الحولية الألمانية الفرنسية هي مجلة نشرت في باريس من قبل كارل ماركس وأرنولد روج، تم إنشاؤه كرد فعل على الرقابة على رايتش زيتونج. وظهرت قضية واحدة فقط، وهي قضية رقم مزدوج، في فبراير 1844 توقف النشر بسبب اختلافات ماركس من حيث المبدأ مع البرجوازية الراديكالية المتطرفة وصعوبة تهريب الدورية إلى الألمانية.